# Jalousie maladive
Pour plus de détails, voir Fiche technique et Distribution.
Jalousie maladive (Jodi Arias: Dirty Little Secret) est un téléfilm américain réalisé par Jace Alexander (en) et diffusé le 22 juin 2013 sur Lifetime, tiré d'une histoire vraie.

## Synopsis
Au cours d'une conférence sur le développement personnel, Jodi Arias, une jeune californienne un peu perdue tombe sous le charme de Travis Alexander, conférencier qui est membre d'une église fondamentaliste. Au grand dam de ses amis mormons, Travis commence à fréquenter la jeune femme tout en lui indiquant qu'il n'envisage pas de projets avec elle.

## Fiche technique
- Titre original : Jodi Arias: Dirty Little Secret
- Réalisation : Jace Alexander (en)
- Scénario : Richard Blaney et Gregory Small
- Photographie : Sharone Meir
- Musique : Gregor Narholz
- Langue originale : anglais
- Durée : 89 minutes
- Date de diffusion :
  -  France : 7 avril 2014 sur TF1

## Distribution
- Tania Raymonde (VF : Adeline Moreau) : Jodi Arias[2]
- Jesse Soffer (VF : Anatole de Bodinat) : Travis Alexander[2]
- David Zayas (VF : Enrique Carballido) : l'inspecteur Esteban Flores
- Leah Pipes (VF : Stéphanie Hédin) : Katie
- Zane Holtz (VF : Julien Sibre) : Nick
- Tony Plana (VF : François Dunoyer) : le procureur Juan Martinez
- Debra Mooney (VF : Julie Caru) : Caroline
- Jace Alexander (en) : Boss
- Meredith Salenger : Willmott
- Jeff Howard : Paul
- Makinna Ridgway : Helen
- Kimberly Whalen : Angela
- Cynthia Addai-Robinson : Leslie
- Fernando Aldaz : Guy
- Jen Oda : la technicienne du labo

## Accueil
Le téléfilm a été vu par 3,069 millions de téléspectateurs lors de sa première diffusion.